# Asociación de Héroes Timorenses

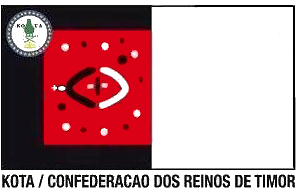
Bandera del KOTA (Klibur Oan Timor Asuwain)

KOTA (Klibur Oan Timor Asuwain) o Asociación de Héroes Timorenses es un partido político conservador de Timor Oriental que aboga por el establecimiento del régimen monárquico en el país.
Fue fundado en octubre de 1974 por Leao Amaral y Jose Martins una vez cae la dictadura en Portugal con la Revolución de los Claveles.  Anteriormente KOTA se conocía como la Asociación Popular Monarquía de Timor (Associaçao Popular Monarquía de Timor) y tuvo que permanecer en la clandestinidad y en el exilio durante la ocupación de Indonesia entre 1975 y 1999
En las primeras elecciones legislativas de 2001 KOTA obtuvo el 2,1% de los votos adjudicándose 2 de los 88 parlamentarios. En las elecciones presidenciales de 2007 se lanzó a candidato presidencial Manuel Tilman el cual logró el 4,03% de los votos. Ese mismo año en las elecciones parlamentarias se presenta junto al Partido del Pueblo de Timor (PPT) en la coalición llamada Alianza Democrática logrando un 3,6% de los votos.